# Elsie (Michigan)
Elsie è un villaggio degli Stati Uniti d'America, situato nello Stato del Michigan, nella contea di Clinton.